# Jésus, de Nazareth à Jérusalem
Pour les articles homonymes, voir Jésus de Nazareth.
Jésus, de Nazareth à Jérusalem est une comédie musicale de Pascal Obispo, dont la première représentation a eu lieu au Palais des sports de Paris le 17 octobre 2017, avant une tournée française en 2018.

## Synopsis
Le spectacle retrace les trois dernières années de la vie de Jésus, de son baptême par Jean-Baptiste à sa crucifixion.

## Distribution

### Chanteurs principaux
- Mike Massy : Jésus
- Anne Sila : Marie
- Crys Nammour : Marie Madeleine
- Gregory Deck : Jean, doublure de Jésus
- Clément Verzi : Judas
- Olivier Blackstone : Pierre
- Solal : Ponce Pilate
- Jeff Broussoux : Caïphe

### Doublures
- Emma Brazeilles : Doublure de Marie & Marie Madeleine
- Florent Williamson : Doublure de Jean, Judas & Pierre
- Jean Luc Baron : Doublure de Pilate & Caïphe

### Comédiens principaux
- François Roy : Satan & Nicodème
- Jean-François Guerlach : Jean le Baptiste & Zacharie
- Omar Boussik : Caleb

### Comédiens
- Olivier Galliano : André
- Saci Zaïdi : Jacques, le Majeur
- Loïc Longo : Matthieu

### Figurants
- Yassine Kaddouri : Jacques, fils d'Alphée
- Armando Santos : Thomas
- Salem Sobihi : Barthélémy
- Alessandro Tortora : Philippe
- Ghislain Delbecq : Simon
- Mathieu Cobos : Thadée

### Danseurs
- Noëllie Bordelet
- Fiona Pincé
- Fanny Coindet
- Sandrine Chapuis
- Bérénice Faure
- Lili Felder
- Apolline Werle
- Ahmed Slimani
- Timothy Tetopata
- Antonio Terrestre
- Hedi Hammam
- Sylvain Rigault
- Ghislain Delbecq
- Mathieu Cobos

## Discographie

### Singles
- Le premier extrait est dévoilé le vendredi 16 décembre 2016. Il s’agit de la chanson La Bonne Nouvelle interprétée par Pierre (Olivier Blackstone), Jean (Gregory Deck) & Judas (Clément Verzi)[2].
- Le second extrait Aimez-vous les uns les autres sort le 29 mars 2017[3] et est interprété par Jésus (Mike Massy), Marie-Madeleine (Crys Nammour), Jean (Gregory Deck) & Pierre (Olivier Blackstone).
- Le troisième extrait L'Adieu est dévoilé le 2 mai 2017[4] et est interprété par Marie (Anne Sila).

### Album
| N°  | Titre                                | Interprète(s)                                                |
| --- | ------------------------------------ | ------------------------------------------------------------ |
| 1.  | Ouverture                            | Instrumental                                                 |
| 2.  | Le Chœur des pèlerins                | Instrumental                                                 |
| 3.  | Danse démon, danse !                 | Mike Massy                                                   |
| 4.  | La Ballade des pêcheurs de Tibériade | Olivier Blackstone et Gregory Deck                           |
| 5.  | La Bienheureuse                      | Anne Sila                                                    |
| 6.  | La Bonne Nouvelle                    | Olivier Blackstone, Gregory Deck et Clément Verzi            |
| 7.  | Toi qui nous as appris l'amour       | Crys Nammour                                                 |
| 8.  | Dieux contre Dieu                    | Solal                                                        |
| 9.  | Aimez-vous les uns les autres        | Mike Massy, Crys Nammour, Gregory Deck et Olivier Blackstone |
| 10. | Mon père                             | Mike Massy                                                   |
| 11. | La Montée du Golgotha                | Instrumental                                                 |
| 12. | Survivre à soi-même                  | Olivier Blackstone et Clément Verzi                          |
| 13. | L'Adieu                              | Anne Sila                                                    |
| 14. | Un nouveau commencement              | Gregory Deck & Crys Nammour, Anne Sila & Olivier Blackstone  |